# MKF 6

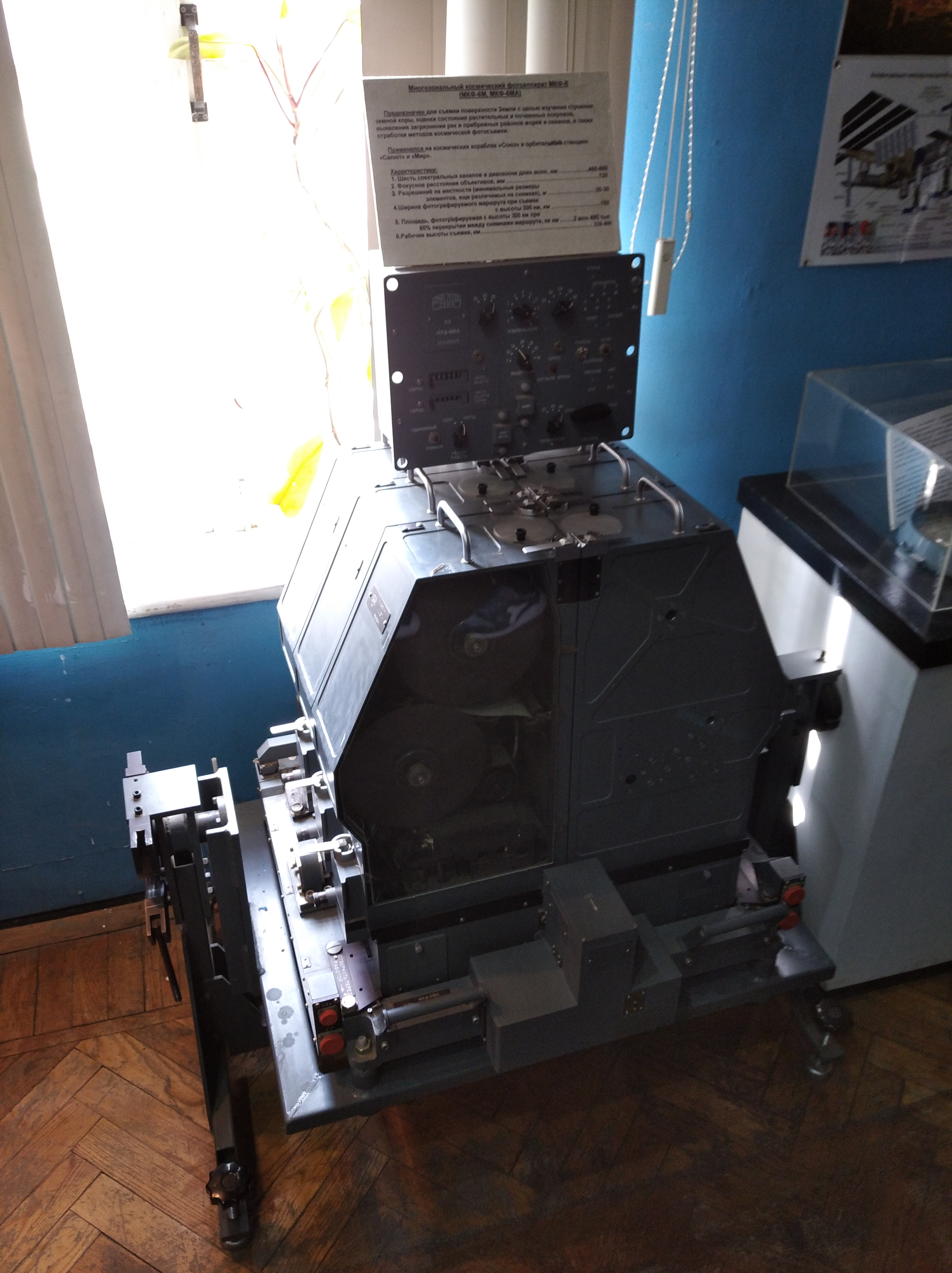
MKF-6 mit Bedienpult, ausgestellt im Zentralhaus der Flieger und Kosmonauten/Moskau

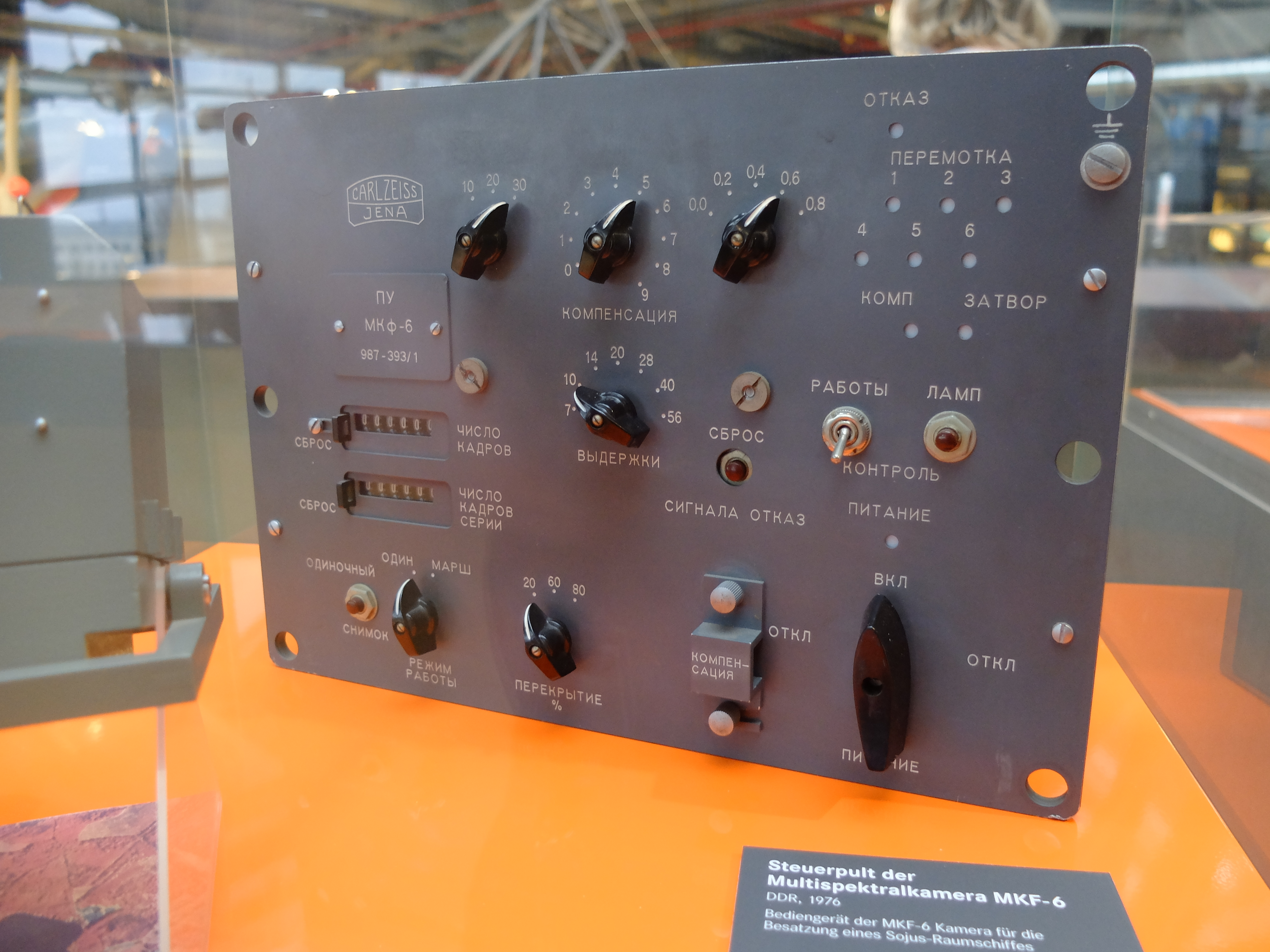
Bedienpult der MKF-6

MKF 6 ist eine Multispektral-Kamera, die in der DDR für die kosmische Fernerkundung der Erde gebaut wurde.
Gebaut wurde die MKF 6 vom Kombinat VEB Carl Zeiss Jena mit organisatorischer Hilfe des im Mai 1973 gegründeten Institutes für Elektronik der Akademie der Wissenschaften der DDR (IE der AdW). Dort lieferte man bereits seit 1969 die Optik für die sowjetische Monderkundung. Für die MKF 6 wurden finanzielle und materielle Mittel aus einem speziellen Planteil des Staatsplanes Wissenschaft und Technik der DDR zur Verfügung gestellt.
Die MKF 6 ermöglichte eine Kombination von Photogrammetrie und Spektrometrie. Erprobt wurde sie durch ein sowjetisches Flugzeug auf speziellen Flugrouten. Das geowissenschaftliche Flugprogramm dieser Tests stammte vom Zentralinstitut für Physik der Erde.
Das Innenleben der MKF 6 wurde unter der Leitung von  Achim Zickler entwickelt, ihre Gestaltung unter der Leitung von Gerd Böhnisch.

## Technische Daten
Mit der MKF 6 konnten Geländestreifen von etwa 225 km Breite und 155 km Länge (bei einer angenommenen Flughöhe von 350 km) und einer Auflösung von etwa 10–20 m (im sichtbaren Bereich) erfasst werden. Als Aufnahmematerial kamen 70 mm breite Filme mit 110–220 m Länge (je nach Filmdicke) pro Objektiv zum Einsatz, die Einzelbilder mit einem Format von 56 mm × 81 mm lieferten. In den freien Bildrand wurden jeweils Bilddaten und ein Graukeil einbelichtet. Bei Aufnahmereihen konnte eine Überdeckung der Bilder zwischen 20 und 80 % gewählt werden. Die Gesamtmasse der Kamera mit den Bedieneinheiten betrug 175 kg.
Die MKF 6 war mit sechs Filmkassetten und mit sechs hochauflösenden Pinatar-4,5/125-Objektiven ausgerüstet, mit denen sie gleichzeitig sechs Fotos in sechs verschiedenen Spektralbereichen aufnehmen konnte. Die Belichtungszeit lag zwischen 1/20 und 1/200 Sekunde. Diese sechs Farbkanäle lagen zwischen den Wellenlängen
- 460–500 nm (Blau)
- 520–560 nm (Grün)
- 580–620 nm (Gelb-Orange)
- 640–680 nm (Orange-Rot)
- 700–740 nm (Rot)
- 780–860 nm (nahes Infrarot)

Die Film- und Filterkombinationen konnten je nach Einsatz geändert werden. Alle sechs Objektive hatten eine einheitliche Brennweite von 125 mm. Trotzdem mussten die Fotos aller Objektive unabhängig vom jeweiligen Spektralbereich absolut den gleichen Abbildungsmaßstab haben und durften keinerlei Verzeichnung zeigen. Dazu wurde von den Optikentwicklern des Kombinates VEB Carl Zeiss Jena ein völlig neuer Objektivtyp geschaffen. Um die Bildqualität zu sichern, bewegt sich der Kamerarahmen bei der Belichtung in die Flugrichtung, um die Bahnbewegung des die Kamera tragenden Satelliten, die zu einer Bildverschmierung während der Belichtung führt, auszugleichen.
Auch die Fertigung der Objektive war sehr aufwendig. Jede der einzelnen Linsen wurde separat gefasst und anschließend in einer speziellen Drehmaschine eingespannt. Dabei wurden die gefassten Linsen so zentriert, dass die Rotationsachse der Maschine und die optische Achse der Linse exakt übereinstimmten. Nun konnte die Fassung mit höchster Genauigkeit nachgearbeitet werden. Anschließend stapelte man die Linsen in ein Rohr, dessen Innendurchmesser präzise geschliffen war.

## Einsatz
Die erste Erprobung erfolgte durch ein sowjetisches Flugzeug. Das geowissenschaftliche Flugprogramm dieser Tests stammte vom Zentralinstitut für Physik der Erde.

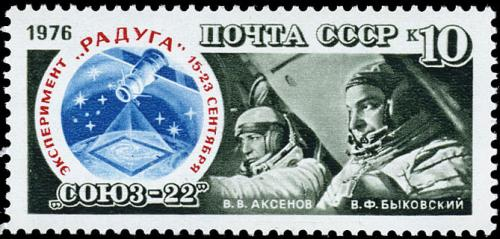
Sowjetische Briefmarke zu Sojus 22 mit Darstellung der Erdbeobachtung mittels MKF 6

Der erste Einsatz der MKF 6 im Weltraum erfolgte im September 1976 an Bord von Sojus 22. Das Raumschiff wurde eigens modifiziert und statt des Kopplungsadapters mit einem Modul ausgerüstet, das die Kamera aufnahm. Der für ein Sojus-Raumschiff ungewöhnliche Orbit der Mission mit einer Bahnneigung von 64,75° wurde gewählt, um eine maximale Abdeckung des DDR-Territoriums zu erreichen. Mit der  MKF 6 fertigten die Kosmonauten  Bykowski und Aksjonow etwa 2500 Aufnahmen im sichtbaren und infraroten Spektralbereich von großen Teilen der UdSSR sowie des gesamten DDR-Territoriums an. Für ihren Beitrag beim Einsatz der MKF 6 wurde Bykowski und Aksjonow während eines Besuchs in der DDR am 13. Oktober 1976 der Karl-Marx-Orden verliehen.
Eine vollständig überarbeitete Version MKF 6M, die unter anderem über redundante mechanische und elektronische Systeme verfügte, kam ab 1978 auf Saljut-Stationen (Saljut 6 und 7) und später auf der Raumstation MIR zum Einsatz.
Während der Sojus 31-Mission zur Raumstation Saljut 6 wurde die Kamera erneut von Bykowski und nun auch von Sigmund Jähn, dem ersten Deutschen im All, bedient. Daneben wurde sie ab September 1979 auch in Flugzeugen (z. B. in der An-2) für Bodenaufnahmen verwendet.
Insgesamt wurden elf Kameras dieses Typs gebaut. Die als MKF 6MA bezeichnete Version konnte von der Bodenstation aus ferngesteuert werden.

## Auswertung
Zeitgleich mit der MKF 6 wurde ein Multispektralprojektor MSP-4 (Farbmischprojektor) entwickelt. Mit ihm konnten mehrere Spektralbilder übereinander mit unterschiedlichen Filterkombinationen auf einen Bildschirm bzw. auf Fotomaterial projiziert werden. Für Vervielfältigungen wurde der Präzisionskopierautomat PKA als Kontaktkopiergerät ausgeführt.

## Bedeutung für die Forschung der DDR
Das Projekt MKF 6 war für viele Forschungsinstitute und Institutionen der DDR der erste Schritt zur kosmischen und luftgestützten Fernerkundung der Erdoberfläche, die entstandenen Kamerabilder wurden genutzt zur Suche nach Bodenschätzen, zur Beurteilung land- und forstwirtschaftlicher Kulturen und Flächen, zur Bestimmung des Erntezeitpunktes, zur Kartografierung, zur Beurteilung von Wasserqualität und Bodenqualität, für militärische Aufklärung, zur Umweltforschung, für meteorologische Aussagen (Wetterforschung) und weiterem. Nicht lange nach diesem Projekt wurde im Interkosmos-Programm der sozialistischen RGW-Staaten die Erdfernerkundung als eigene Arbeitsrichtung eingerichtet, was schließlich zu Regierungsabkommen auf dem Gebiet der Fernerkundung führte.
Die Baukosten der Kamera betrugen 82 Millionen Mark der DDR. Sie galt seinerzeit als die beste Weltraumkamera.  Daneben wurden in Weltraummissionen des Interkosmos-Programms etwa 100 in der DDR entwickelte Geräte verwendet, in den Bodenstationen etwa 150 Geräte. Die Zusammenarbeit zwischen dem VEB Carl-Zeiss-Jena und der UdSSR bei der Ausrüstung von Satelliten und Bodenstationen gab es ab Mitte der 1970er Jahre. Das erste praktische Ergebnis dieser Zusammenarbeit war die Entwicklung der MKF 6.
Die Ergebnisse und Erfahrungen mit der MKF 6 flossen während der Zeit der DDR und danach in die Entwicklung von Geräten, in Forschungen und Datenauswertungen für weitere Missionen ein:
- Entwickelt und eingesetzt wurden Infrarot-Fourier-Spektrometer zur Erforschung der Venus-Atmosphäre (Venera-15/16-Mission im Jahr 1983). (angeleitet von Volker Kempe, seit 1984 Akademiemitglied, und von Dieter Spänkuch, seit 1996 Mitglied der Leibniz-Sozietät)
- Geräte und Entwicklungs- und Forschungsbeteiligung an der Vega-Mission 1986 (Sonden Vega 1 und Vega 2 zur Venus und zum Kometen Halley). Hauptsächlich wurden die Bilddaten des Halleyschen Kometen empfangen, verarbeitet und interpretiert
- Beteiligung an der Marsmond Phobos-Mission 1988/89, die wesentlich umfangreicher als die DDR-Beteiligung an der Vega-Mission war. Das Zentralinstitut für Kybernetik und Informationsprozesse der Akademie hatte wesentlichen Anteil an der Entwicklung des Kamerakomplexes Fregat. Die Phobos-Mission ist zwar wegen vorzeitigem Ausfall der Sonde fehlgeschlagen, und es konnten nur wenige Daten und Bilder empfangen werden, jedoch wurden zumindest diese intensiv ausgewertet.
- Beiträge zur Planetenmission Mars-94 (später umbenannt in Mars 96), z. B. mit der Entwicklung der optoelektronischen Weitwinkelstereokamera WAOSS